# Gianna Michaels
Gianna Michaels (Seattle, 6 giugno 1983) è un'ex attrice pornografica statunitense.

## Biografia
Comincia a lavorare nella sua città presso un fast food, dove mentre ha un impiego come receptionist comincia a ricevere offerte per lavorare come modella. Decide di tentare, e con il tempo passa prima a semplici scatti di nudo e infine alla pornografia nel 2004, spinta dalle sue misure naturali trasferendosi in California. Nel 2010 recita nel film Piranha 3D, distribuito nelle sale italiane da marzo 2011 ed appare nel video ufficiale della canzone Do Something del gruppo hiphop Dyme Def. 
Ha partecipato a 624 produzioni per adulti, rimanendo in attività fino al 2015, ottenendo 4 AVN e 1 XRCO. Nel 2020 è stata inserita nella Hall of Fame degli AVN Awards.

## Riconoscimenti
- AVN Awards
  - 2007 – Best Group Sex Scene (video) per Fashionist Safado; The Challange con Adrianna Nicole, Sandra Romain, Flower Tucci, Sasha Grey, Nicole Sheridan, Marie Luv, Carolina Pierce, Lea Baren, Jewell Marceau, Jean Val Jean, Cristian XXX, Vodoo, Chris Charming, Erik Everhard, Mr Pete e Rocco Siffredi[5]
  - 2008 – Unsung Starlet of the Year[6]
  - 2008 – Best Sex Scene in a Foreign-Shot Production per Furious Fuckers Final Race con Vanessa Hill, Sarah James, Marsha Lord, Poppy Morgan, Kelly Stafford, Jazz Duro, Omar Galanti, Kid Jamaica e Joachim Kessef[6]
  - 2020 – Hall of Fame - Video Branch[7]
- XRCO Award
  - 2007 – Best On-Screen Chemistry per Fashionistas: Safado con Jenna Haze e Rocco Siffredi[8]

### Altri riconoscimenti
- 2007 FICEB Ninfa –Most Original Sex Sequence –a 12-person group scene in Fashionistas Safado[9]
- 2011 Urban X Award – Best Three-Way Sex Scene – Sophie Dee's 3 Ways (with Sophie Dee & Justin Long)[10]
- 2013 Exxxotica Fanny Award –Most Valuable Vagina (Female Performer of the Year)[11]

## Filmografia
- Interracial Anal Teens -n- Toys 3 (2004)
- 10 Things I Love About Milfs (2005)
- 50 To 1 1 (2005)
- American Porn Star 1 (2005)
- Big Giant Titties 1 (2005)
- Big Gorgeous Breasts 2 (2005)
- Big Tit Brotha Lovers 6 (2005)
- Big Tit Paradise 4 (2005)
- Big Titty White Girls 1 (2005)
- Black and White Dick for Each Chick (2005)
- Black Dicks in White Chicks 11 (2005)
- Black Gag 1 (2005)
- Blowjob Princess 1 (2005)
- Boob Bangers 2 (2005)
- Boob Squad 8 (2005)
- Boobaholics Anonymous 1 (2005)
- Busty Beauties 16 (2005)
- Climaxxx TV 1 (2005)
- Craving Big Cocks 9 (2005)
- Cum Filled Throats 9 (2005)
- Cunt Gushers 2 (2005)
- Cytherea is The Best New Starlet (2005)
- Deep Throat This 26 (2005)
- Double Decker Sandwich 7 (2005)
- Girls Hunting Girls 5 (2005)
- Goo Girls 17 (2005)
- Hellcats 9 (2005)
- Hooter Nation 2 (2005)
- I Can't Believe I Took The Whole Thing 3 (2005)
- I Got The Biggest Tits! Wet T-shirt Contest 6 (2005)
- In Your Mouth And On Your Face 2 (2005)
- Interracial Cream Pies 2 (2005)
- Interracially Damaged 1 (2005)
- Jack's Playground 29 (2005)
- Juggernauts 4 (2005)
- Just Another Whore 1 (2005)
- Load Up And Shoot (2005)
- Natural Knockers 1 (2005)
- Naturally Stacked 1 (2005)
- Nice Rack 12 (2005)
- No Cocks Allowed 1 (2005)
- Old Fat Fucks Filthy Young Sluts (2005)
- Sean Michaels' POV 2 (2005)
- Sex And Groping (2005)
- Slut Wives 2 (2005)
- Sperm Receptacles 1 (2005)
- Squirt for Me POV 3 (2005)
- Swap The Pop 4 (2005)
- There's Something About Jack 37 (2005)
- Throat Bangers 7 (2005)
- Throat Gaggers 9 (2005)
- Vacuum Hoes 3 (2005)
- White Girls Suck and Swallow 2 (2005)
- White Wife Black Cock 5 (2005)
- Young Pink 8 (2005)
- Young Ripe Mellons 7 (2005)
- 1 Lucky Fuck 2 (2006)
- 110% Natural 9 (2006)
- Addicted to Boobs 2 (2006)
- Ass Masterpiece 4 (2006)
- Bang My Tasty Twat (2006)
- Bangin Black 3 (2006)
- Belladonna: Fetish Fanatic 3 (2006)
- Big and Bouncy 3 (2006)
- Big Boob Brunettes (2006)
- Big Breast Amateur Girls 1 (2006)
- Big Natural Titties 2 (2006)
- Big Sausage Pizza 8 (2006)
- Big Tit Brotha Lovers 8 (2006)
- Black Cock Addiction 1 (2006)
- Black Poles In White Holes (2006)
- Boobstravaganza 1 (2006)
- Boobsville's Working Girls 1 (2006)
- Boobsville's Young and Busty 1 (2006)
- Bottle Fed Babes (2006)
- Brandi Belle 1 (2006)
- Bubble Butt Bonanza 2 (2006)
- Buried in Tits 2 (2006)
- Butter Bags 2 (2006)
- Deepthroat Virgins 18 (2006)
- Deviant Behavior 2 (2006)
- Eat My Feet 4 (2006)
- Fashionistas Safado: The Challenge (2006)
- Fresh out the Box 3 (2006)
- Freshly Squeezed 2 (2006)
- Fuck Dolls 6 (2006)
- Fuck My Skull 3 (2006)
- Gianna's Stocking Tease (2006)
- Gigantic Joggies 1 (2006)
- Girls Playing with Girls (2006)
- Goo Girls 22 (2006)
- Hellfire Sex 8 (2006)
- Hot Caress (2006)
- Housewives Gone Black 6 (2006)
- Housewives Unleashed 16 (2006)
- Huge Boobs Galore 2 (2006)
- Interracial Coxxx and Soxxx 7 (2006)
- Jack's Big Ass Show 4 (2006)
- Jack's Big Tit Show 3 (2006)
- Jack's My First Porn 7 (2006)
- Jack's POV 4 (2006)
- Jizz Junkies (2006)
- Juggies 4 (2006)
- Just Do Me! (2006)
- Lickable Lovable Fuckable Tits (2006)
- Magic Sticks 'N White Tricks 1 (2006)
- Meet the Twins 3 (2006)
- Mope Squad 1 (2006)
- Nasty Universe 1 (2006)
- Off The Rack 4 (2006)
- Only Handjobs 3 (2006)
- Oral Antics 4 (2006)
- Photographic Mammaries 5 (2006)
- Pole Position 5 (2006)
- POV Fantasy 5 (2006)
- Racial Tension 1 (2006)
- Rake And Ho'em 2 (2006)
- Round Butt Sluts 1 (2006)
- Semen Sippers 5 (2006)
- Service Animals 22 (2006)
- Sexy Fast and Furious (2006)
- Share The Load 4 (2006)
- She Got Ass 14 (2006)
- Silverback Attack 2 (2006)
- Strap Attack 5 (2006)
- Strap-On Boot Camp (2006)
- Suck It Dry 3 (2006)
- Super Naturals 3 (2006)
- Super Naturals 4 (2006)
- Super Naturals 5 (2006)
- Take It Black 4 (2006)
- Thanks For The Mammories 1 (2006)
- Tits: Young Ripe And Real (2006)
- Titty Babies (2006)
- Titty Worship (2006)
- Tittyland 4 (2006)
- Tittyland 6 (2006)
- Top Heavy 1 (2006)
- Top Heavy Tarts 2 (2006)
- Training Academy 1 (2006)
- Trophy Whores 2 (2006)
- 40 Inch Plus 2 (2007)
- 69 Flava's 4 (2007)
- Amazing Colossal Facesitters (2007)
- Ass Parade 12 (2007)
- Asses of Face Destruction 2 (2007)
- Belladonna: No Warning 3 (2007)
- Big Boob Paradise (2007)
- Big Breasted Beautiful Babes 5 (2007)
- Big Breasted Beautiful Babes 7 (2007)
- Big Breasted Beautiful Babes 9 (2007)
- Big Fucking Titties 3 (2007)
- Big Loves 1 (2007)
- Big Natural Titties 3 (2007)
- Big Naturals 1 (2007)
- Big Naturals 4 (2007)
- Big Pretty Titties 1 (2007)
- Big Tit Patrol 5 (2007)
- Big Tits Round Asses 3 (2007)
- Big Tits Round Asses 4 (2007)
- Big Wet Tits 4 (2007)
- Big Wet Tits 5 (2007)
- Bikini-Clad Cum Sluts 1 (2007)
- Black Cock Slut 1 (2007)
- Black Gag 2 (2007)
- Black in White (2007)
- Black on White Crime 11 (2007)
- Black on White Sex 2 (2007)
- Blacksnake Bitches (2007)
- Blowjob Ninjas 2 (2007)
- Boobs Like Whoa (2007)
- Boobstravaganza 6 (2007)
- Boobsville's Working Girls 2 (2007)
- Boz in the Bush 1 (2007)
- Busty Loads 1 (2007)
- Crazy Big Asses 2 (2007)
- Cream Pie Delights (2007)
- D Cup 1 (2007)
- Dark Meat 2 (2007)
- Diary of a Nanny 3 (2007)
- Dirty Little Stories 2 (2007)
- Dirty Wicked Bitches 1 (2007)
- Double D Babes 4 (2007)
- Dynamic Booty 2 (2007)
- Evil Anal 2 (2007)
- Extreme Naturals 1 (2007)
- Feeding Frenzy 9 (2007)
- Four Finger Club 23 (2007)
- Freaky First Timers 7 (2007)
- Furious Fuckers 1 (2007)
- Furious Fuckers 2: Final Race (2007)
- G For Gianna (2007)
- Gang Bangin Whitey 4 (2007)
- Gazongas (2007)
- Gent 10 (2007)
- Gent 11 (2007)
- Gent 8 (2007)
- Gianna is a Dominatrix (2007)
- Gigantic Joggies 4 (2007)
- Girls on Guys (2007)
- Gobble The Goop 3 (2007)
- Great Big Tits 3 (2007)
- Great White Ass (2007)
- Hard White Candy (2007)
- Heavy Duty 1 (2007)
- Heavyweights Of Porn (2007)
- House of Flying Asses (2007)
- I Got 5 on It 2 (2007)
- I Love Gianna 1 (2007)
- Innocent Desires 6 (2007)
- Interracial Bus Stop Orgies (2007)
- It Takes Two 2 (2007)
- It's Huge 7 (2007)
- Jack in Me POV 1 (2007)
- Jack's POV 9 (2007)
- Jack's Teen America 18 (2007)
- Keep 'Em Cummin' 1 (2007)
- Lady Zoom I Love My Sandwich Open Face (2007)
- Lorna Morgan: Now and Forever (2007)
- Meet the Twins 10 (2007)
- MILF Bangers (2007)
- Mother May I? (2007)
- MyPlace 3 (2007)
- Naturally Stacked 3 (2007)
- Naughty America: 4 Her 1 (2007)
- No Cum Dodging Allowed 8 (2007)
- Obsessed With Breasts 2 (2007)
- On Location Big Boob Paradise (2007)
- P.O. Verted 6 (2007)
- Pigtails and Big Tits 2 (2007)
- Pounding the Pledges (2007)
- POV Suckoffs 3 (2007)
- Real Big Tits 32 (2007)
- Real Racks 3 (2007)
- Rendezvous in Malibu (2007)
- Rub My Muff 12 (2007)
- Rub My Muff 15 (2007)
- Sex and the Sybian (2007)
- Shane Diesel Fucks Them All 3 (2007)
- Shane's World 40: Scavenger Hunt 4 (2007)
- Share My Cock 5 (2007)
- Share My Cock 8 (2007)
- Strap Attack 6 (2007)
- Super Naturals 6 (2007)
- Superwhores 8 (2007)
- Taunting (2007)
- Thanks for the Mammories 1 (2007)
- Tit-Fuck Tryouts (2007)
- Top Heavy Tarts 6 (2007)
- Tremendous Tatas (2007)
- Trouble With Girls (2007)
- Tunnel Vision 2 (2007)
- Ultimate Dream Team (2007)
- We Swallow 14 (2007)
- Wife Switch 1 (2007)
- About Face 6 (2008)
- Alexis Texas is Buttwoman (2008)
- All New Busty Beauties (2008)
- Asses of Face Destruction 4 (2008)
- ATK Natural Jugs (2008)
- Bachelor Party Fuckfest 8 (2008)
- Be My Bitch 5 (2008)
- Belladonna: Manhandled 3 (2008)
- Big Boobs and Black Dicks (2008)
- Big Naturals 6 (2008)
- Big Naturals 8 (2008)
- Big Tit Tune Up (2008)
- Big Tits At School 1 (2008)
- Big Tits Boss 1 (2008)
- Big Tits Round Asses 10 (2008)
- Big Tits Round Asses 9 (2008)
- Big Tits Sluts 1 (2008)
- Big Tits Sluts 2 (2008)
- Big Titty Workout 1 (2008)
- Big Tops 1 (2008)
- Blow Me 18 (2008)
- Bodacious Video Magazine 5 (2008)
- Breast Meat 1 (2008)
- Busty Beauties: Mammary Lane (2008)
- Busty Cream Team (2008)
- Busty Housewives 1 (2008)
- Busty Loads 2 (2008)
- Chubby Chasers (2008)
- Crude Oil 3 (2008)
- Cum Eating Cuckolds 4 (2008)
- Curvy Girls 2 (2008)
- Double Decker Sandwich 11 (2008)
- Everybody Loves Big Boobies 4 (2008)
- Face Fucking Inc. 4 (2008)
- Fetish Fucks 2 (2008)
- Flower's Squirt Shower 6 (2008)
- Freaks of Cock 4 (2008)
- Fuck My Tits 4 (2008)
- Fuck Team 5 2 (2008)
- Girls Love Girls 3 (2008)
- Gluteus Maximass 2 (2008)
- Jack's All Stars 1 (2008)
- Jack's Giant Juggs 1 (2008)
- Keep It Right There 2 (2008)
- Knock Up My Mommy 3 (2008)
- Leg Sex Pinups (2008)
- Lesbian Confessions 2 (2008)
- Lex Steele XXX 10 (2008)
- Lex The Impaler 4 (2008)
- Load Warriors 1 (2008)
- Massive Asses 3 (2008)
- Matt's Models 8 (2008)
- Meet the Twins 13 (2008)
- My Sister's Hot Friend 11 (2008)
- Nehoepolitan 1 (2008)
- Nice Rack 16 (2008)
- Oil Overload 1 (2008)
- Pervertz (2008)
- Phat Ass Tits 5 (2008)
- Point Blank POV (2008)
- Poke Me Big Daddy (2008)
- Pornstars Like It Big 1 (2008)
- POV Dream (2008)
- POV Jugg Fuckers 1 (2008)
- Praise The Load 1 (2008)
- Private Moments (2008)
- Ready Wet Go 5 (2008)
- Real Female Orgasms 9 (2008)
- Rocco's Nasty Tails 8 (2008)
- Spunk'd 8 (2008)
- Super Gent (2008)
- Super Naturals 8 (2008)
- Swimsuit Calendar Girls 1 (2008)
- Tasty Titties 2 (2008)
- Throat Fucks 1 (2008)
- Tit 2 Tit With Christy Marks (2008)
- Totally Fucked 2 (2008)
- Trust Justice 2 (2008)
- Trust Justice 3 (2008)
- White Girl Got Azz 2 (2008)
- Wife Switch 4 (2008)
- Young and Juicy Big Tits 4 (2008)
- 2 Chicks Same Time 5 (2009)
- Addicted 6 (2009)
- Ass Titans 3 (2009)
- Belladonna's Toy Box (2009)
- Big Natural Titties 5 (2009)
- Big Naturals 10 (2009)
- Big Naturals 11 (2009)
- Big Tits Round Asses 12 (2009)
- Big Wet Asses 15 (2009)
- Black Up In Her (2009)
- Blackmaled 2 (2009)
- Boob Bangers 6 (2009)
- Boobstravaganza 15 (2009)
- Bounce 2 (2009)
- Breast of Scoreland (2009)
- Breast Worship 2 (2009)
- Burning Ice 2: Gianna (2009)
- Busty Beauties: All Greased Up (2009)
- Busty Cops On Patrol (2009)
- Busty Housewives 2 (2009)
- D Cup 4 (2009)
- Fresh Jugs 8 (2009)
- Fuck Team 5 6 (2009)
- Gent 19 (2009)
- Gloryhole Confessions 2 (2009)
- Hot Bush 1 (2009)
- Jack's Big Tit Show 9 (2009)
- Just Tease 1 (2009)
- Load Sharing 2 (2009)
- Magical Feet 2 (2009)
- Massive Wet White Asses (2009)
- Monsters of Cock 18 (2009)
- My Handiwork (2009)
- Naturally Yours 4 (2009)
- Nutbusters (2009)
- Office: A XXX Parody 1 (2009)
- Performers of the Year 2009 (2009)
- Phuck Girl 1 (2009)
- Point Of View Times Two (2009)
- Popporn: The Guide to Making Fuck (2009)
- POV Blowjobs 2 (2009)
- Rack It Up 3 (2009)
- Raylene's Dirty Work (2009)
- Real Big Tits 3 (2009)
- Sexual Blacktivity 1 (2009)
- Slutty and Sluttier 9 (2009)
- Titty Sweat 2 (2009)
- Video Nasty 5: Teagan (2009)
- Watermelons 1 (2009)
- Welcome to Boobsville (2009)
- All-Star Overdose (2010)
- Autopilot (2010)
- Baby I Wanna Cum For You 1 (2010)
- Best of Gianna Michaels (2010)
- Big and Natural Tits (2010)
- Big Cock Crazy 3 (2010)
- Big Tits Round Asses 16 (2010)
- Big Titty MILF Shake 1 (2010)
- Blacks on Cougars 3 (2010)
- Booby Trap (2010)
- Breast Worship 3 (2010)
- Cum out on Top 2: Gianna Michaels vs Carmella Bing (2010)
- D Cup 7 (2010)
- Extreme Naturals 2 (2010)
- Housewives Gone Black 11 (2010)
- Load Almighty (2010)
- Mike John's Sperm Overload 3 (2010)
- My Plaything: Gianna (2010)
- Myth Magic and Mystery of Breasts (2010)
- Office: A XXX Parody 2 (2010)
- Thrilla in Vanilla 4 (2010)
- True Interracial Whores: Katie Thomas and Friends (2010)
- Trust Justice 6 (2010)
- Vice City Porn (2010)
- Big Bodacious Tatas 3 (2011)
- Big Boob Addicts (2011)
- Blue Collar Boobs (2011)
- Bounce 2 (2011)
- Cougar Recruits 5 (2011)
- Cover Girls (2011)
- Cuckold Sessions 9 (2011)
- D Cup 12 (2011)
- Dick It Does a Body Good (2011)
- Huge Boobs (2011)
- Jizz on My Glasses 2 (2011)
- Sasha Grey and Friends 1 (2011)
- 25 Sexiest Boobs Ever (2012)
- Asses for the Masses (2012)
- Black Shack 6 (2012)
- Busty Construction Girls (2012)
- Fuck Buddies (2012)
- I'm Here For The Gangbang 2 (2012)
- Interracial Gloryhole Initiations 13 (2012)
- Strippers' Paradise (2012)
- Sumthin Bout Luscious Lopez (2012)
- Tappin' That White Ass 3 (2012)
- This Isn't Piranha 3DD (2012)
- Big Tit Kittens, MILF's and Cougars (2013)
- Bush Bangers (2013)
- No Fake Tits (2013)
- Size Matters 2 (2013)
- Thick White Asses 3 (2013)